# Jużnyj (obwód lipiecki)
Jużnyj (ros. Южный) – osiedle w zachodniej Rosji, w sielsowiecie wierchnieczesnoczeńskim rejonu wołowskiego w obwodzie lipieckim.

## Geografia
Miejscowość położona jest nad ruczajem Czesnocznyj, 1,5 km od centrum administracyjnego sielsowietu wierchnieczesnoczeńskiego (Niżnieje Czesnocznoje), 15 km od centrum administracyjnego rejonu (Wołowo), 131 km od stolicy obwodu (Lipieck).
W granicach miejscowości znajdują się ulice: Mołodiożnaja, Sołniecznaja.

## Demografia
W 2012 r. miejscowość liczyła sobie 120 mieszkańców.